# Limnonectes ibanorum
Limnonectes ibanorum là một loài ếch trong họ Ranidae.
Nó được tìm thấy ở Brunei, Indonesia, và Malaysia.
Môi trường sống tự nhiên của nó là các khu rừng đất thấp ẩm nhiệt đới hoặc cận nhiệt đới và sông.
Nó ngày càng hiếm gặp do mất môi trường sống.